# Zyginopsis kashmirensis
Zyginopsis kashmirensis är en insektsart som först beskrevs av M. Firoz Ahmed 1970.  Zyginopsis kashmirensis ingår i släktet Zyginopsis och familjen dvärgstritar.
Artens utbredningsområde är Pakistan. Inga underarter finns listade i Catalogue of Life.